# Municipio de Timber Creek (Iowa)
El municipio de Timber Creek (en inglés: Timber Creek Township) es un municipio ubicado en el condado de Marshall en el estado estadounidense de Iowa. En el año 2010 tenía una población de 10496 habitantes y una densidad poblacional de 115,22 personas por km².

## Geografía
El municipio de Timber Creek se encuentra ubicado en las coordenadas 41°59′14″N 92°56′33″O / 41.98722, -92.94250. Según la Oficina del Censo de los Estados Unidos, el municipio tiene una superficie total de 91.1 km², de la cual 90.99 km² corresponden a tierra firme y (0.11%) 0.1 km² es agua.

## Demografía
Según el censo de 2010, había 10496 personas residiendo en el municipio de Timber Creek. La densidad de población era de 115,22 hab./km². De los 10496 habitantes, el municipio de Timber Creek estaba compuesto por el 89.93% blancos, el 1.18% eran afroamericanos, el 0.44% eran amerindios, el 2.87% eran asiáticos, el 0.02% eran isleños del Pacífico, el 3.8% eran de otras razas y el 1.76% pertenecían a dos o más razas. Del total de la población el 12.72% eran hispanos o latinos de cualquier raza.